# Paul Jakobi

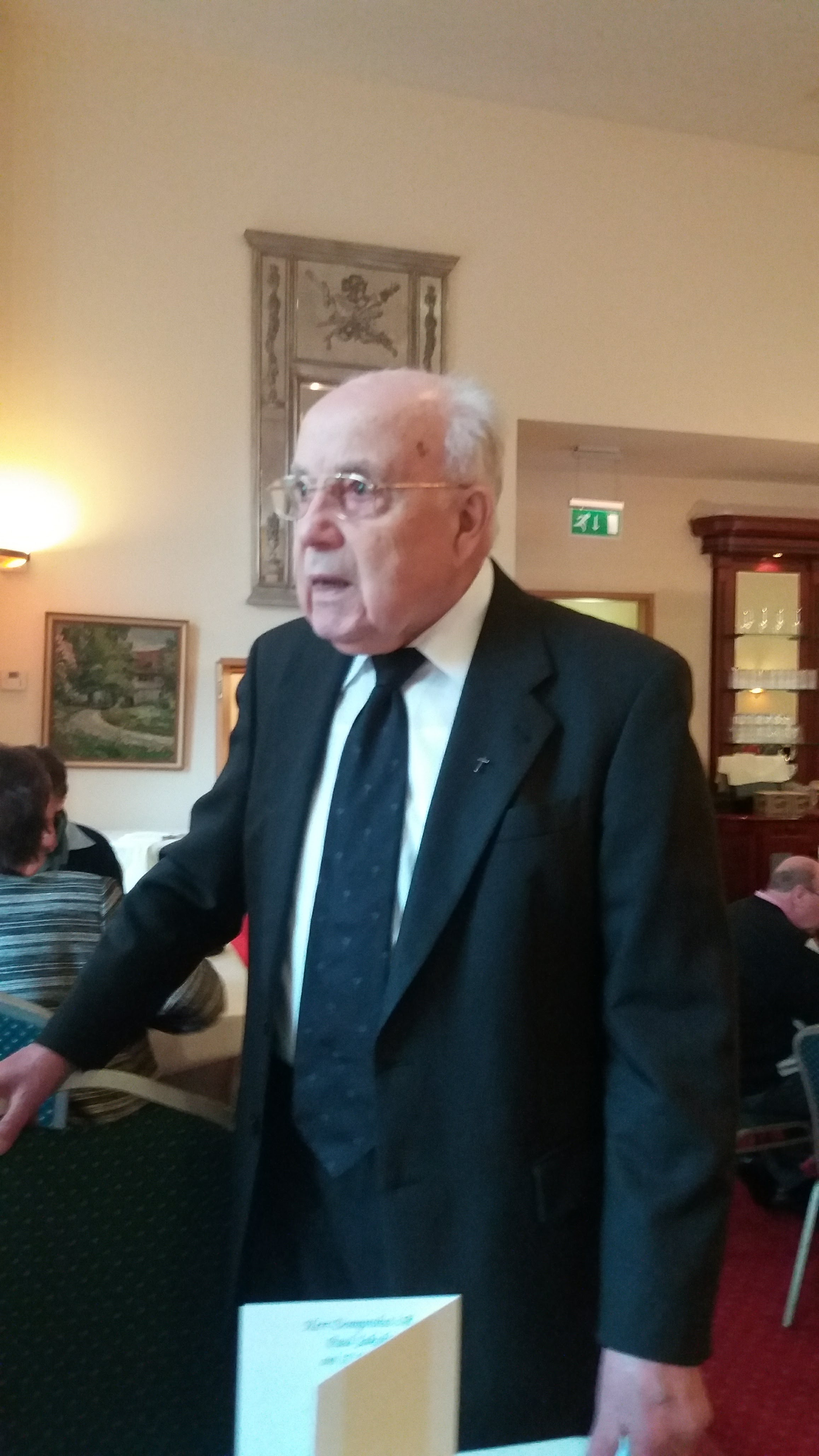
Paul Jakobi an seinem 90. Geburtstag.

Paul Jakobi (* 17. Januar 1928 in Rüthen; † 13. März 2023 in Minden) war ein deutscher römisch-katholischer Theologe und Publizist. Von 1988 bis 2004 war er Propst am Dom zu Minden und galt als Reformer der katholischen Kirche.

## Werdegang
Der in der kreisangehörigen Stadt Rüthen im Kreis Soest geborene Sohn eines Justizamtmanns diente als Jugendlicher als Luftwaffenhelfer und im Reichsarbeitsdienst und geriet anschließend in Kriegsgefangenschaft. Nach dem Abitur 1947 in Lippstadt studierte er Theologie und Philosophie in Paderborn und Freiburg im Breisgau. Ab November 1949 war er bei der Unitas Lichtenstein und der Unitas Reichenau in Freiburg aktiv. Im Jahr 1951 ist er als Vorsitzender der Unitas Hathumar in Paderborn verzeichnet. Am 21. März 1953 wurde er in Paderborn durch Lorenz Kardinal Jaeger zum Priester geweiht.
Jakobi war zuerst als Vikar in Bochum und Paderborn tätig. Danach wurde er Diözesanjugendseelsorger für das Erzbistum Paderborn und Leiter der Bischöflichen Hauptstelle für Jugendseelsorge in Düsseldorf.
Von 1968 bis 1988 war er Bundespräses des katholischen DJK-Sportverband. Auch war Jacobi zu dieser Zeit Vorsitzender des Arbeitskreises Kirche und Sport und Beauftragter der Deutschen Bischofskonferenz für den Sport und wissenschaftlicher Beirat des DSB. Bei den Olympischen Spielen in Montreal 1976 und in Los Angeles 1984 war er überdies als katholischer Olympiapfarrer tätig. In dieser Zeit begründete er 1977 auch die Schriftreihe Christliche Perspektiven im Sport. Danach ging er zurück in die Gemeindeseelsorge und war von 1988 bis 2004 Propst am Dom zu Minden. Ernannt zum Propst wurde er am 1. Dezember 1987 durch den Erzbischof Degenhardt und eingeführt an seinem 60. Geburtstag 1988. In dieser Funktion engagierte sich Jakobi in der Ökumene, aber auch im Dialog mit dem Judentum in der christlich-jüdischen Gesellschaft. Über die Jahre publizierte Jacobi zahlreiche Bücher zu unterschiedlichen Themen, so auch zum 1648 erloschenen Bischofssitz von Minden.
Schon in den 1970er Jahren sprach er sich gegen den Zölibat aus und plädierte für freiwillige Enthaltsamkeit und dafür, dass auch Priesterinnen, aktive Laien und verheiratete Männer als Priester die Kirche gestalten sollen. Damit stellte er sich in der damaligen Zeit gegen die Mehrheitsmeinung der katholischen Kirche. Im Mai 2004 wurde Jacobi als Propst emeritiert. Auch nach seiner Emeritierung engagierte er sich im Unitas-Verband.
Jakobi war der Onkel des Staatskirchenrechtlers Ansgar Hense. Jakobi starb am 13. März 2023 in Minden im Alter von 95 Jahren und wurde dann in der Priestergruft im Dom zu Minden beerdigt.

## Auszeichnungen
- 1988: Ludwig-Wolker-Plakette
- 1998: Ehrenring der Stadt Minden
- Goldenes Ehrenkreuz der BDKJ[2]
- DJK-Ethikpreis des Sports[2]

## Schriften (Auswahl)
- mit Hans Leo Drewes: Jugend ohne Scheuklappen. Briefe und Kerngedanken zum geistlichen Leben für junge Menschen. Arena Verlag, Würzburg 1965.
- Junge Kirche. Biblische Betrachtungen im Jahreslauf. Pfeiffer, München 1974, ISBN 3-7904-0102-1.
- mit Dieter Kürten und Heinz-Egon Rösch: Sport. „... Training für Fairness, Großzügigkeit, Gemeinschaft“. Matthias-Grünewald-Verlag, Mainz 1984, ISBN 3-7867-1103-8.
- als Herausgeber mit Heinz-Egon Rösch: Sport und Religion. Matthias-Grünewald-Verlag, Mainz 1986, ISBN 3-7867-1260-3.
- Damit das Glück Wurzeln schlägt. Erzählungen, Märchen und Gedichte, aufgeschlossen für Gespräch in Schule, Gemeinde und Jugendarbeit. Matthias-Grünewald-Verlag, Mainz 1987, ISBN 3-7867-1282-4; vierte Auflage: Bonifatius, Paderborn 1993.
- Was gläubige Katholiken heute glauben: eine Gemeinde gibt Antwort. Bonifatius, Paderborn 2001, ISBN 3-89710-167-X.
- Der Dom zu Minden – Zeuge des Glaubens. Bonifatius, Paderborn 1998, ISBN 3-89710-068-1; 2. Auflage 2005.
- Verkünde das Evangelium. Gedanken und Anregungen zu den Evangelien der Werktage. Bonifatius, Paderborn 2010, ISBN 978-3-89710-463-1.